# 헤르자이
《헤르자이》(튀르키예어: Hercai)는 2019년부터 2021년까지 방영된 터키의 텔레비전 드라마이다.